# Charlene McKenna

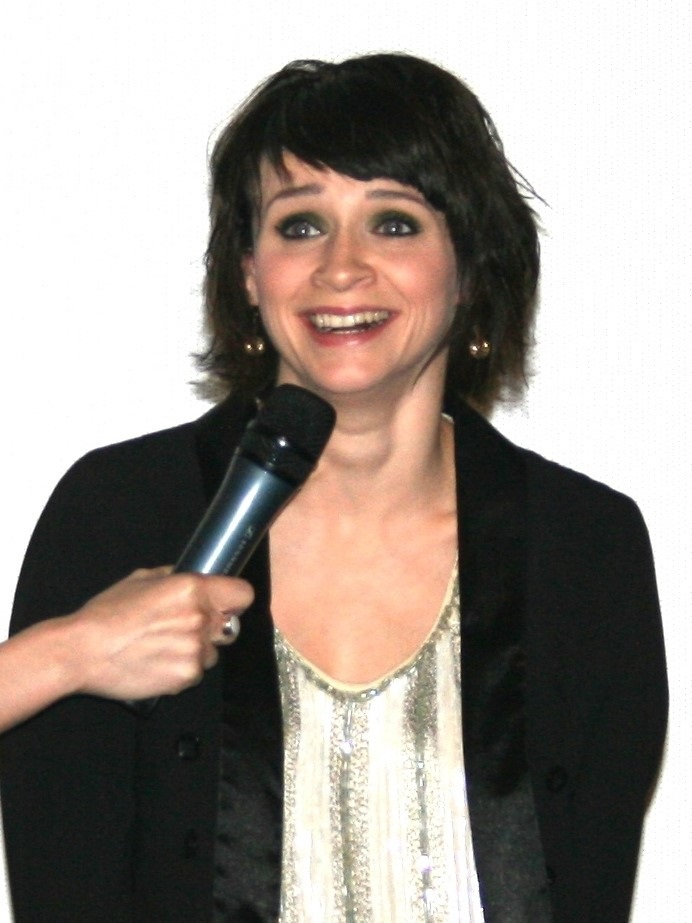
Charlene McKenna (2008)

Charlene McKenna (* 26. März 1984 in Glaslough, County Monaghan, Irland) ist eine irische Schauspielerin.

## Leben
Im Alter von 11 Jahren spielte McKenna ihre erste Schauspielrolle in dem Jugendtheaterstück Oklahoma im Monaghan Youth Theatre. Von da an begann sie sich mehr für die Schauspielerei zu interessieren. Sie studierte Theologie und Musik an dem Mater Dei Institute of Education in Dublin. Über fünf Staffeln hinweg war sie in der Fernsehserie Raw zu sehen. Von 2012 bis 2013 spielte sie eine Hauptrolle in der Fernsehserie Ripper Street.
Seit 2016 ist McKenna mit dem amerikanischen Schauspieler Adam Rothenberg liiert, den sie am Set von Ripper Street kennenlernte. Im März 2019 gaben beide ihre Verlobung bekannt und heirateten im Januar 2021.

## Filmografie
- 2005: Breakfast on Pluto
- 2005: Pure Mule (Fernsehserie, 6 Episoden)
- 2006: Stew (Fernsehserie, 1 Episode)
- 2006: Middletown
- 2006: The 18th Electricity Plan (Kurzfilm)
- 2006: The Tiger’s Tail
- 2006: Small Engine Repair
- 2007: Coming Up (Fernsehserie, 1 Episode)
- 2007: Kitchen (Fernsehfilm)
- 2007: Prosperity (Fernsehserie, 1 Episode)
- 2007: The Old Curiosity Shop (Fernsehfilm)
- 2008: Single-Handed (Fernsehserie, 2 Episoden)
- 2008: Danger High Voltage (Kurzfilm)
- 2007: Dorothy Mills
- 2008: Whistleblower (Fernsehserie, 2 Episoden)
- 2008–2013: Raw (Fernsehserie, 30 Episoden)
- 2009: A Boy Called Dad
- 2009: Pure Mule: The Last Weekend (Fernsehserie, 2 Episoden)
- 2009: The Fixer (Fernsehserie, 1 Episode)
- 2010: Being Human (Fernsehserie, 1 Episode)
- 2010: Inn Mates (Fernsehfilm)
- 2010: Law & Order: UK (Fernsehserie, 1 Episode)
- 2011: Sirens (Fernsehserie, 1 Episode)
- 2011: Merlin – Die neuen Abenteuer (Fernsehserie, 1 Episode)
- 2011: Misfits (Fernsehserie, 1 Episode)
- 2012: Henry (Kurzfilm)
- 2012: Jump
- 2012: The Nightclub Days
- 2013: Skins – Hautnah (Fernsehserie, 2 Episoden)
- 2012–2016: Ripper Street (Fernsehserie, 23 Episoden)
- 2014: Boogaloo & Graham (Kurzfilm)
- 2014: Ghosts
- 2015: A.D.: Rebellen und Märtyrer (A.D.: The Bible Continues, Fernsehserie, 6 Episoden)
- 2017: Stan Lee’s Lucky Man (Fernsehserie, 1 Episode)
- 2018: Tod und Nachtigallen (Death and Nightingales, Miniserie, 2 Episoden)
- 2019–2022: Peaky Blinders – Gangs of Birmingham (Peaky Blinders, Fernsehserie, 7 Episoden)
- seit 2019: Vienna Blood (Fernsehreihe)
- seit 2021: Bloodlands – Die Goliath-Morde (Bloodlands, Fernsehserie)